# Manassas (Virginia)
Manassas város az Amerikai Egyesült Államok Virginia államában, Prince William megyében, melynek megyeszékhelye. Lakosainak száma 42 772 fő (2020. április 1.).

## Népesség
A település népességének változása:
| Lakosok száma | 37 821 | 39 289 | 40 663 | 41 705 | 41 764 | 41 085 | 42 772 |
|               | 2010   | 2011   | 2012   | 2013   | 2015   | 2019   | 2020   |